# Habenaria bonateoides
Habenaria bonateoides là một loài thực vật có hoa trong họ Lan. Loài này được Ponsie mô tả khoa học đầu tiên năm 2007.